# Rhynchospora plusquamrobusta
Rhynchospora plusquamrobusta là loài thực vật có hoa trong họ Cói. Loài này được Luceño & M.Martins miêu tả khoa học đầu tiên năm 1999.